# Belle Epoque (álbum)
Belle Epoque es un álbum grabado por Michael Cretu y Manfred «Thissy» Thiers, y publicado en 1988. Los dos ya habían formado parte con bastante éxito de la banda Moti Special entre los años 1981 y 1985. Cretu decidió entonces dejar el grupo para concentrarse en la producción artística de su futura esposa, la afamada cantante de los años 80 Sandra. Retomó su carrera como cantante uniéndose a «Thissy» Thiers para crear el dúo artístico Cretu and Thiers. Publicaron dos sencillos con relativo éxito en 1987, «School's Out» y «When Love is the Missing Word», al cabo del cual editaron el álbum Belle Epoque. Terminaron el año 1988 lanzando el sencillo «Don't Say You Love Me (Let Me Feel It)», extraído de este su único álbum.

## Lista de canciones
Cara 1
1. «Mona Lisa» — 4:34
2. «Crazy Life» — 3:44
3. «When Love is the Missing Word» — 4:02
4. «Waterfall» — 6:27

Cara 2
1. «Captain Right» — 3:50
2. «200 Ways to Heaven» — 4:04
3. «Don't Say You Love Me (Let Me Feel It)» — 4:21
4. «Snowin' Under My Skin» — 6:21

(Nota: «Mona Lisa» es una canción reciclada de «Schwarzer Engel» («Silver Water» en su versión en inglés), del álbum de Michael Cretu Die chinesische Mauer, publicado en 1985)
Créditos
- Tissy Thiers — vocalista, música (en «Crazy Life», «When Love is the Missing Word», «200 Ways to Heaven», «Don't Say You Love Me (Let Me Feel It)» y «Snowin' Under My Skin»), letra (en «Mona Lisa», «Crazy Life», «When Love is the Missing Word», «Waterfall», «Captain Right», «Don't Say You Love Me (Let Me Feel It)» y «Snowin' Under My Skin»)
- Michael Cretu — teclados, programación, grabación, música (en «Mona Lisa», «Waterfall», «Captain Right», «200 Ways to Heaven» y «Snowin' Under My Skin»), letra (en «Waterfall», «Captain Right» y «200 Ways to Heaven»); producción
- Curt Cress y Simon Phillips — batería
- Peter Weihe — guitarra
- Klaus Hirschburger — letra (en «Waterfall», «Captain Right» y «200 Ways to Heaven»)
- Armand Volker — mezclas, grabación
- Mike Schmidt — diseño artístico (portada)
- London Gospel Center Choir — en «Waterfall»

## Sencillos
| Año  | Sencillo                                                                            | Sello / Núm. cat.  |
| ---- | ----------------------------------------------------------------------------------- | ------------------ |
| 1987 | «School's Out» (Alice Cooper/V. Furnier/Michael Bruce) / «Collage» (Instrumental) * | Virgin 108 853-100 |
| 1987 | «When Love is the Missing Word» / «Missing Words» (Instrumental Version) **         | Virgin 109 448-100 |
| 1988 | «Don't Say You Love Me (Let Me Feel It)» / «Snowin' Under My Skin»                  | Virgin 111 503-100 |
| 1993 | «Captain Right» / «Crazy Life» ***                                                  | Virgin 665 632     |

(*) «Collage» es un tema instrumental que posteriormente sirvió de base para la canción «Snowin' Under My Skin»

(**) El sencillo se volvería a editar en 1988 con el número de catálogo 111 007-100

(***) CD sencillo para promocionar la reedición del álbum Belle Epoque

## Sencillos 12"
| Fecha | Sencillo 12" | Sello / Núm. cat.  |
| ----- | --- | ------------------ |
| 1987  | «School's Out» / «Collage» (Instrumental) | Virgin 608 853-213 |
| 1987  | «When Love is the Missing Word» (Extended Version) / «Missing Words» (Instrumental Version), «When Love is the Missing Word» (Single Version) | Virgin 609 448-213 |
| 1988  | «Don't Say You Love Me (Let Me Feel It)» (Extended Version) / «Snowin' Under My Skin»                                                         | Virgin 611 503-213 |